# Charlie Baker
Charles Duane "Charlie" Baker Jr. (nascido em 13 de novembro de 1956), mais conhecido como Charlie Baker, é um político e empresário americano. Filiado ao Partido Republicano, ele serviu como governador de Massachusetts de janeiro de 2015 a janeiro de 2023, tendo anteriormente servido anteriormente na secretaria de dois governadores do estado. Baker também foi CEO da Harvard Pilgrim Health Care por dez anos e atualmente ocupa o cargo de presidente da National Collegiate Athletic Association (NCAA), a associação nacional de jogadores universitários.
Baker cresceu na cidade de Needham, Massachusetts, e conseguiu um BA da Universidade de Harvard em 1979, mais tarde fazendo um MBA pela Universidade do Noroeste na escola de gerência Kellogg. Em 1991, ele se tornou subsecretário para saúde e serviços humanos sob o Governador Bill Weld. No ano seguinte, foi apontado como Secretário de Saúde do estado de Massachusetts, servindo mais tarde também como Secretária de Administração e Finanças no governo de Paul Cellucci.
Depois de trabalhar no governo por oito anos, Baker deixou a posição como CEO da Harvard Vanguard Medical Associates e depois da Harvard Pilgrim Health Care, duas empresas de serviço de saúde. Nesse meio tempo ele serviu por três anos como selectman da cidade de Swampscott e considerou concorrer a governador de Massachusetts em 2006, mas não o fez. Em 2010 finalmente concorreu para governador, numa plataforma de conservadorismo fiscal e liberalismo cultural, mas perdeu a eleição de 2010 para o Democrata incumbente Deval Patrick.
Na eleição de 2014, Baker conseguiu uma vitória apertada contra a democrata Martha Coakley. Em 2018, foi reeleito com uma vitória bem larga contra o democrata Jay Gonzalez, conquistando 67% do voto popular, a melhor performance de um governador que buscava um segundo mandato no estado desde 1994. Pesquisas apartidárias o listaram consistentemente entre os governadores mais populares do país na época que esteve no poder. Apesar de ser Republicano (um partido de direita), Baker sempre se posicionou como um moderado e socialmente liberal num estado como Massachusetts, conhecido por ser bem politicamente progressista. Em dezembro de 2021, Baker anunciou que não buscaria um terceiro mandato na eleição de 2022. Baker e seu vice, Karyn Polito, são os últimos republicanos eleitos como governadores de Massachusetts, um estado considerado bem democrata.
Em dezembro de 2022, Baker foi nomeado sucessor de Mark Emmert como presidente da NCAA, assumindo essa posição em março de 2023.